# Gdynia Open
Gdynia Open – turniej snookera klasy pro–am, który był częścią Players Tour Championship. Turniej w sezonie 2012/2013 został podzielony na dwie części, pierwsza część miała miejsce w World Snooker Academy w Sheffield w Anglii, a druga część w Gdynia Sports Arena w Gdyni . W sezonie 2013/2014 wydarzenie zostało przeniesione na drugą połowę sezonu, a całe wydarzenie odbyło się w Gdyni. Ostatnim mistrzem był Mark Selby, a Neil Robertson jest najbardziej utytułowanym graczem w historii turnieju, zdobywając mistrzostwo dwukrotnie.

## Zwycięzcy
| Rok  | Zwycięzca      | Finalista      | Wynik | Sezon   | Przypisy    |
| ---- | -------------- | -------------- | ----- | ------- | ----------- |
| 2012 | Neil Robertson | Jamie Burnett  | 4–3   | 2012/13 | [ 1 ] [ 2 ] |
| 2014 | Shaun Murphy   | Fergal O'Brien | 4–1   | 2013/14 | [ 3 ] [ 4 ] |
| 2015 | Neil Robertson | Mark Williams  | 4–0   | 2014/15 | [ 5 ] [ 6 ] |
| 2016 | Mark Selby     | Martin Gould   | 4–1   | 2015/16 | [ 7 ] [ 8 ] |